# Matte Yehuda
Matte Yehuda (en hebreu: מטה יהודה) (en català: La tribu de Judà) és un consell regional que agrupa diferents llogarrets repartits per un territori entre Tel-Aviv i Jerusalem. Es fundà, oficialment, el 25 de juny de 1964 a partir de la fusió de quatre entitats municipals. Actualment, Matte Yehuda té repartits per una superfície de 586 km² més de 30.000 habitants, que provenen en la seva majoria del Iemen, el nord d'Àfrica, Europa central, Rússia i l'Europa de l'Est.

## Estructura municipal
Matte Yehuda, com a consell regional que és, agrupa en una única estructura municipal diversos nuclis habitats que, per si sols i, com que són molt petits, no podrien tenir ajuntament propi. A Matte Yehuda hi ha:
- 41 moixavim
- 9 assentaments
- 8 quibutsim
- 6 pobles

El govern del municipi s'estructura mitjançant un parlament local, que es forma amb un representant per cada poble. Les tasques d'aquest parlament són l'elecció de l'alcalde i dels regidors, l'aprovació dels pressupostos i la direcció de la política comunal.

## Ensenyament
Matte Yehuda disposa de dues escoles secundàries (una de religiosa i una de laica), amb aproximadament mil escolars. Hi ha també deu escoles primàries, amb 2.500 alumnes, i 64 llars d'infants amb 1.500 inscrits. 1.800 nens i nenes, a més, van a escola a altres municipis, sobretot a Jerusalem.

## Economia
Un 50% del territori municipal és format, bàsicament, per boscos (100.000 hectàrees), parcs nacionals i zones de protecció ecològica, així com per jaciments arqueològics.
La resta del territori no urbà es destina principalment al sector primari. L'agricultura ocupa 40.000 hectàrees i produeix, majoritàriament, fruita, vi, verdures, cotó, flors i blat. També hi ha nombroses granges bovines i d'aviram, que produeixen llet, carn i ous. També disposa de nombrosos establiments de turisme rural.

## Llista de municipis

### Quibutsim
- Harel
- Kiryat Anavim
- Ma'ale HaHamisha
- Nahshon
- Netiv HaLamed-Heh
- Ramat Rachel
- Tzora
- Tzova

### Moixavim
| - Aderet - Agur - Aminadav - Aviezer - Bar Giora - Beit Zayit - Beit Meir - Beit Nekofa - Bekoa - Eshtaol - Even Sapir - Gefen - Givat Yearim - Givat Yeshayahu - Kfar Uria - Kisalon - Luzit - Mevo Beitar - Mata - Mahsia | - Mesilat Zion - Naham - Nehusha - Nes Harim - Neve Ilan - Neve Michael - Ora - Ramat Raziel - Sdot Micha - Shoeva - Shoresh - Taoz - Tal Shahar - Tarum - Tirosh - Tzafririm - Tzelafon - Yad HaShmona - Yishi - Zanoah - Zekharia |

### Pobles
- Gizo
- Motza Illit
- Ein Naqquba
- Ein Rafa
- Neve Shalom
- Kiryat Yearim (Llogaret juvenil)

### Assentaments
- Nataf
- Srigim
- Tzur Hadassah
- Deir Rafat
- Escola Agricola Ein Kerem
- Eitanim
- Givat Shemesh
- Kfar Zoharim
- Yedida

## Ciutats agermanades
- Vantaa (Finlàndia)
- Würzburg (Alemanya)